# Armenische Börse
Die Armenische Börse, auch Armenia Securities Exchange (armenisch Հայաստանի Ֆոնդային Բորսա, Hajastani Fondajin Borsa), ist eine Wertpapierbörse mit Sitz in Jerewan, der Hauptstadt Armeniens. Sie ist auch unter dem Kurzwort Armex bekannt. Sie ist eine 100%ige Tochterfirma des schwedisch-finnischen Unternehmens OMX.

## Vorgeschichte
Die Schwäche des jungen armenischen Finanzsektors erklärt, dass die im Februar 2001 gegründete Armenische Börse die erste in der langen armenischen Geschichte ist. Im 19. Jahrhundert führten Armenier größere Finanzgeschäfte in Konstantinopel durch, wo eine Vorform der modernen Börse existierte, während dies in Tiflis nicht der Fall war und zu dieser Zeit Jerewan noch eine Kleinstadt war. In der Armenischen SSR gab es keine Börsen (die erste sowjetische Börse, die MICEX, wurde 1989 eröffnet). Wegen der Wirtschaftskrise in Armenien in der ersten Hälfte der 1990er Jahre und insbesondere weil die Spareinlagen bei der Sberbank praktisch verfielen, fehlte lange das Vertrauen für einen starken Finanzsektor.

## Unternehmensgeschichte
Wichtige Teilnehmer des armenischen Kapitalmarktes (vor allem Versicherungen, Banken und Broker) gründeten die Armenische Börse im Februar 2001 mit Unterstützung der Zentralbank der Republik Armenien und von USAID. Am 6. Juli 2001 wurde der Handel aufgenommen. Am 21. November 2007 übernahm OMX die Armenische Börse und auch das Zentrale Wertpapierdepot Armeniens, womit OMX zum ersten Mal außerhalb von Skandinavien und dem Baltikum aktiv wird.

## Mitgliedschaften
Die Börse ist Mitglied von:
- Federation of Euro-Asian Stock Exchanges[2]
- Sustainable Stock Exchanges Initiative